# Roberto Reyes Loyola
Roberto Andrés Reyes Loyola (Chile, 4 de febrero de 1988) es un futbolista chileno, que juega habitualmente en el mediocampo, tanto en labores defensivas como ofensivas y actualmente es Agente Libre

## Trayectoria
Fue formado como jugador en O'Higgins de Rancagua, equipo profesional en el que completó todas las divisiones infantiles, compartiendo "la celeste" con jugadores como Diego Olate, José Luis "Riveri" Muñoz, Pablo Cárdenas, Jorge "Pipo" Flores Sánchez y muchos más. Del cuadro celeste pasó a Everton de Viña Del Mar, debutando de la mano de Nelson Acosta en primera división el 22 de septiembre de 2007,a la siguiente temporada forma parte del equipo campeón del tornero apertura 2008 ganándole la final a Colo Colo, año 2009 es nominado al proceso de la selección chilena sub-21 dirigida por Ivo Basay,  
luego fue enviado a préstamo al Club de Deportes Copiapó, regresando al año siguiente a su institución formadora, que en la temporada anterior había descendido a Primera B.
En 2011, juega en Everton todo el campeonato anotando dos goles y saliendo campeón del clausura de la Primera B, pero cayendo en las dos finales ante Rangers y Unión San Felipe (este último en la Liguilla de Promoción). En 2012, Reyes junto al resto del plantel de Everton, logró el retorno a Primera División, al ganar la promoción a la U. de Concepción. El 2013 no renueva con Everton y recala en Cobresal.

## Clubes
| Club                | País  | Año       |
| ------------------- | ----- | --------- |
| Everton             | Chile | 2007-2010 |
| Deportes Copiapó    | Chile | 2010      |
| Everton             | Chile | 2010-2012 |
| Cobresal            | Chile | 2013      |
| Santiago Morning    | Chile | 2014-2017 |
| Ñublense            | Chile | 2018      |
| Barnechea           | Chile | 2019-2020 |
| Deportes Concepción | Chile | 2021      |

## Palmarés

### Campeonatos nacionales
| Título           | Club    | País  | Año    |
| ---------------- | ------- | ----- | ------ |
| Primera División | Everton | Chile | 2008-A |
| Primera B        | Everton | Chile | 2011-C |